# FoIP
FoIP (от англ. Fax over IP) — это аббревиатура технологий, рассматривающих способы передачи факсимильных сообщений через сети по протоколу IP.
В чистом виде, используя только FoIP терминалы, можно отправить факс, не используя телефонную сеть общего пользования (ТФОП) вообще.

## Описание
С технической точки зрения, FoIP сильно отличается от традиционной факсимильной передачи. Обычный передающий факс аппарат конвертирует данные о листе бумаги, о количестве посылаемых страниц, о наличии/отсутствии Error Correct Mode (ECM) в аналоговые частотные данные голосового диапазона для передачи через ТФОП (PSTN), и принимающий факс аппарат принимает их в той же последовательности. FoIP же разбивает те же данные факсимильной передачи на отдельные пакеты, которые отправляются по маршрутизированным сетям. Особенности технологий VoIP требуют абсолютно точного различия голосовых, факсимильных и модемных соединений шлюзами, так как при использовании голосовых кодеков на факсимильных соединениях получатель не получит ничего.

### Способы передачи
Используется несколько способов передачи:
1. T.37 Store and forward
2. T.38
3. G.711 Pass-through

Первый из них, T.37, строго говоря, нельзя назвать протоколом реального времени, по определению он требует наличия промежуточных накопительных узлов — факс-серверов и/или шлюзов. Сценарий приёма факсимильного сообщения на таком узле обычно выглядит как приём факсимильного сообщения (из сети ТФОП) в формат TIFF, PDF, и последующая отправка получателю обычно в качестве вложения в электронное письмо. Для сокращения трафика используется также посылка сообщения о приходе факсимильного сообщения с указанием ссылки на принятый документ. Обратный сценарий — отправка, также выглядит как посылка отправителем электронного письма, вложение или тело которого будет передано в виде факса факс-сервером или шлюзом.
Второй способ — это протокол передачи факсимильных сообщений в реальном времени через IP сети.
G.711 — это семейство кодеков, особенностью которого является некомпрессируемые каналы, резервирующие 64 Кбит для приёма и передачи. При таком способе точность определения — голосовое сообщение или факс, отпадает. Такой широкополосный канал передачи факса наиболее уместен в локальной сети, но в последнее время, с ростом пропускной способности, способ набирает популярность в городском и междугороднем трафике.

## Применение
Традиционно, передача факса выглядит как телефонный звонок на определённый номер. Разница между факсом и телефонным разговором, однако, заключается в том, что факс кодирует передаваемый документ в цифровой вид, который передаёт затем в аналоговые или цифровые TDM сети, в то время как телефонный разговор передаёт только речь. Тем не менее отправка факса также как и простой телефонный звонок начинается с набора номера. И если вы передаёте факсимильное сообщение на дальние расстояния (например, за рубеж), то отправки факсов будут чувствительны для ежемесячного бюджета.
FoIP изменяет традиционную систему тарифов, устраняя дорогие международные соединения. В частности, отправить факс стоит немногим дороже обычного телефонного VoIP звонка с использованием Интернет.
Технологии FoIP имеют реальное коммерческое использование. Несколько крупных веб-порталов, таких как eFax.com и RapidFax.com, предлагают услуги FoIP своим клиентам. Некоторые из этих сайтов предлагают это как часть сервисных пакетов, связанных с различными офисными услугами, с выделением индивидуальных городских номеров (DID), другие делают FoIP своим основным продуктом-услугой.

## Проприетарное ПО
- VentaFax
- Venta4Net